# Warszawskie Combo Taneczne
Warszawskie Combo Taneczne – polski zespół muzyczny wykonujący folk. Grupa została założona w 2009 roku w Warszawie.

## Dyskografia
Albumy
| Rok  | Tytuł | Pozycja na liście |
| Rok  | Tytuł | POL               |
| ---- | --- | ----------------- |
| 2014 | Przyznaj się - Wydany: 16 września 2014 - Wytwórnia: Warner Music Poland - Format: CD, digital download     | 37                |
| 2016 | Dancing, salon, ulica - Wydany: 6 maja 2016 - Wytwórnia: Warner Music Poland - Format: CD, digital download | 47                |
| 2018 | Sto lat Panie Staśku! - Wydany: 20 kwietnia 2018 - Wytwórnia: Agora - Format: CD, digital download          | 28                |

Notowane utwory
| „Ach te Rumunki”            | 2014 | 12 | Przyznaj się |
| „–” utwór nie był notowany. |      |    |              |

## Teledyski
Nie masz cwaniaka nad warszawiaka. Krzysztof Skonieczny
| Tytuł            | Rok  | Reżyseria       | Album        | Źródło |
| ---------------- | ---- | --------------- | ------------ | ------ |
| „Ach te Rumunki” | 2014 | Maciej Buchwald | Przyznaj się | [ 6 ]  |
| „Syn ulicy”      | 2014 | –               | Przyznaj się | [ 7 ]  |

## Nagrody i wyróżnienia
| Rok  | Kategoria                   | Tytułem      | Nagroda        | Nota      | Źródło |
| ---- | --------------------------- | ------------ | -------------- | --------- | ------ |
| 2015 | Album roku – muzyka korzeni | Przyznaj się | Fryderyki 2015 | Nominacja | [ 8 ]  |